# Change (Hotel FM-dal)
A Change (magyarul: Változtatni) egy popdal, mely Romániát képviselte a 2011-es Eurovíziós Dalfesztiválon Düsseldorfban. A dalt a nagyváradi együttes, a Hotel FM adta elő angol nyelven.
A dal az tizenharmadik alkalommal megrendezett Selecţia Naţională-n nyerte el az indulási jogot, a maximális 24 pontból 22-t begyűjtve.
Az Eurovíziós Dalfesztiválon a dalt először a május 12-én rendezett második elődöntőben adták elő, a fellépési sorrendben tizennegyedikként, a szlovén Maja Keuc No One című dala után, és az észt Getter Jaani Rockefeller Street című dala előtt. Az elődöntőben 111 ponttal a negyedik helyen végzett, így továbbjutott a május 14-i döntőbe.
A május 14-i döntőben a fellépési sorrendben tizenhetedikként adták elő, a német Lena Meyer-Landrut Taken by a Stranger című dala után és az osztrák Nadine Beiler The Secret Is Love című dala előtt. A szavazás során 77 pontot szerzett, két országtól (Moldova, Olaszország) begyűjtve a maximális 12 pontot. Ez a tizenhetedik helyet jelentette a huszonöt fős mezőnyben.